# لاينهفلده-فوربيس
لاينه فلده وربيس (بالألمانية: Leinefelde-Worbis) هي بلدة ألمانية تقع في ألمانيا في تورينغن.  يقدر عدد سكانها بـ 20,419 نسمة .